# Tanjurer
Tanjurer (ros. Танюрер) – rzeka w azjatyckiej części Rosji, w Czukockim Okręgu Autonomicznym; lewy dopływ Anadyru; długość 482 km; powierzchnia dorzecza 18 500 km².
Źródła w górach Pekulnej, płynie po Nizinie Anadyrskiej w kierunku południowym zabagnioną doliną, uchodzi do Anadyru dzieląc się na odnogi; żeglowna w dolnym biegu.
Zasilanie śniegowo-deszczowe; zamarza od listopada do końca maja.